# Branston, Staffordshire
Branston är en ort och civil parish i Storbritannien.   Den ligger i grevskapet Staffordshire och riksdelen England, i den södra delen av landet, 180 km nordväst om huvudstaden London. Antalet invånare är 6 540. Arean är 8,9 kvadratkilometer.
Terrängen i Branston är platt.